# Raputia aromatica
Raputia aromatica är en vinruteväxtart som beskrevs av Jean Baptiste Christophe Fusée Aublet. Raputia aromatica ingår i släktet Raputia och familjen vinruteväxter. Inga underarter finns listade i Catalogue of Life.